# Operación Sunrise
La operación Sunrise (Aurora), también conocida como operación Crossword (Crucigrama), fue el nombre en clave asignado a una serie de negociaciones secretas llevadas a cabo durante la última fase de la Segunda Guerra Mundial de febrero a mayo de 1945 entre representantes de la Alemania nazi y los Estados Unidos, con el objetivo de negociar la rendición por separado de las fuerzas alemanas desplegadas en el norte de Italia (Grupo de Ejércitos C) y de las fuerzas colaboracionistas fascistas de la República Social Italiana, favoreciendo una rápida transferencia del poder a manos de los aliados occidentales.
La mayoría de las reuniones tuvieron lugar en las cercanías de Berna, Suiza, y los principales negociadores fueron el general de las Waffen-SS, Karl Wolff, y el agente estadounidense de la Oficina de Servicios Estratégicos, más conocida por su nombre en inglés, Office of Strategic Services u OSS, Allen Dulles. La operación, obstaculizada por desacuerdos y divergencias tanto en el campo aliado como en el alemán, no alcanzó sus objetivos y la rendición no se firmó hasta el 29 de abril de 1945 y se hizo efectiva el 2 de mayo, tras la derrota final de la Wehrmacht en el frente italiano y después de que las operaciones en otros frentes europeos hubieran llevado al colapso del Tercer Reich. Estas negociaciones secretas, de las que los soviéticos fueron inicialmente excluidos, provocaron un serio conflicto diplomático entre las tres Grandes Potencias Aliadas y la correspondencia más acalorada y controvertida entre Iósif Stalin y Franklin D. Roosevelt, de toda la guerra.

## Antecedentes

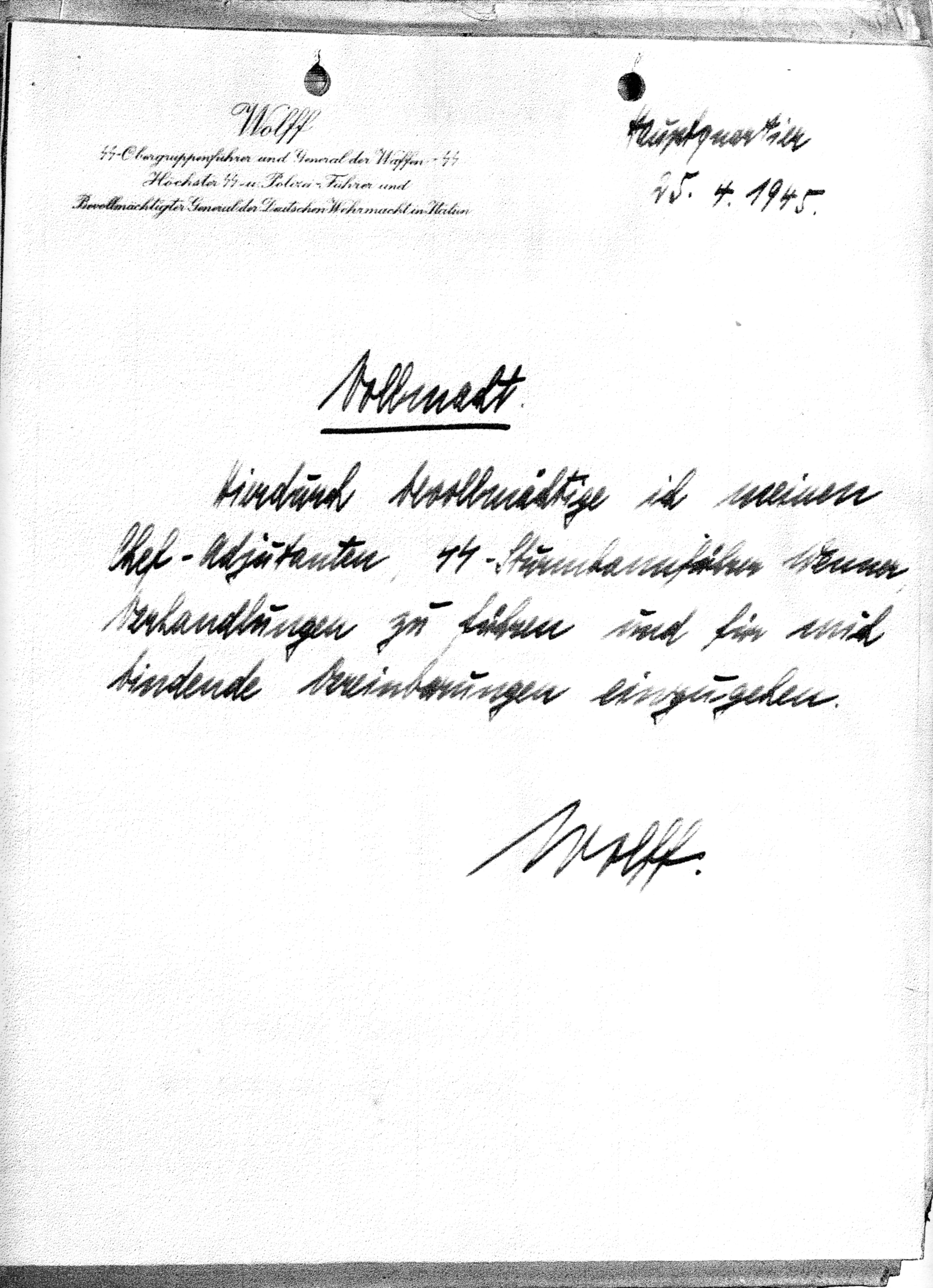
Poder de rendición del general de las SS Karl Wolff para el norte de Italia, 2 de mayo de 1945

Durante la Segunda Guerra Mundial, Allen Dulles estuvo a cargo de la estación de la Oficina de Servicios Estratégicos adscrita a la embajada estadounidense en Berna desde noviembre de 1942 en adelante, que utilizó como base para llevar a cabo operaciones de inteligencia. Dulles tenía una cobertura diplomática, pero realmente hizo muy poco por ocultar su verdadero cometido, y fue ampliamente conocido debido a un artículo breve publicado en The New York Times el 17 de septiembre de 1942 que decía que «sería reemplazado como tesorero del comité debido a su trabajo de guerra con la Oficina de Servicios Estratégicos del gobierno». La OSS era una agencia gubernamental recién creada, y no estaba claro si se le permitiría continuar más allá de la Segunda Guerra Mundial como CIG (Grupo Central de Inteligencia), y luego como CIA. Tanto el Ejército como la Marina se opusieron a su existencia (de hecho, la OSS se disolvió en octubre de 1945). El jefe de la OSS, William Donovan, estaba presionando fuertemente para que la OSS continuara después de la guerra y, como tal, los operativos de la OSS estaban bajo una fuerte presión para lograr éxitos que pudieran justificar la continuación de la agencia. Dulles, por su parte, después de haber logrado muy poco durante sus tres años en Berna, estaba desesperado por cualquier tipo de éxito que le permitiera terminar la guerra con una nota alta y justificar así la existencia futura de la OSS.

### Situación en Italia
En julio de 1943, tras la invasión aliada de Sicilia, Mussolini fue detenido por orden del rey Víctor Emmanuel III, lo que provocó una guerra civil. El ejército de Italia fuera de la península italiana colapsó, los territorios que habían ocupado y anexado fueron cayeron bajo control alemán. Italia capituló ante los aliados el 3 de septiembre de 1943.
La posterior ocupación alemana del norte de Italia en septiembre de 1943 provocó una guerra de guerrillas entre bandas insurgentes italianas leales al CLN (Comitato di Liberazione Nazionale - Comité de Liberación Nacional) contra los alemanes y las fuerzas de la República Social Italiana de corte fascista y con sede en la pequeña ciudad de Saló. La mayoría del pueblo italiano consideraba que la CLN, y no el gobierno de la grupa en Roma encabezado por el extremadamente impopular rey Víctor Emmanuel III, era su gobierno legítimo, para gran malestar del gobierno estadounidense y más aún del británico, que prefirió tratar con el gobierno de Roma. En la noche del 8 al 9 de septiembre de 1943, cuando se lanzó la Operación Achse, la ocupación alemana de Italia, el rey, en lugar de tratar de organizar la defensa del país, solo emitió órdenes vagas y contradictorias en un documento sin firmar escrito a lápiz y, en cambio, huyó de Roma bajo el amparo de la noche. La falta de liderazgo del rey en la noche del 8 al 9 de septiembre ayudó mucho a la ocupación alemana, ya que la mayoría de los oficiales italianos no tenían idea de lo que se suponía que debían hacer y desacreditaron fatalmente a la Casa de Saboya. La monarquía era especialmente impopular en el norte de Italia donde la gente sentía que era Víctor Emmanuel quien por su incompetencia y cobardía el responsable de que tuvieran que soportar una ocupación por parte de la Alemania nazi. El colapso de los niveles de vida causado por la ocupación alemana en el norte había provocado que el Partido Comunista Italiano, tradicionalmente muy popular entre las clases trabajadoras en las ciudades industriales del norte de Italia, aumentara su atractivo ya que muchas personas en el norte de Italia querían ver una utópica «república popular» que seguiría el modelo de la Unión Soviética (que en ciertos sectores de Italia se consideraba una tierra de libertad e igualdad) después de la guerra. En Italia, un regreso al orden anterior a la guerra significaría un regreso al fascismo, lo que llevaría a los italianos antifascistas a argumentar que lo que se necesitaba era una ruptura con el pasado.

## Operación Sunrise

### Primeros contactos en Suiza
La iniciativa alemana de intentar realizar negociaciones separadas con los aliados occidentales se originó en diciembre de 1944 por iniciativa del oficial de las SS Eugen Dollmann a través del barón italiano Luigi Parrilli quien estaba en contacto con los servicios secretos suizos; a finales de febrero de 1945, Parrilli se reunió con agentes estadounidenses en Lugano y expresó la disposición de los alemanes a negociar la rendición. Karl Wolff, general de las SS y de la policía y plenipotenciario militar alemán en Italia En julio de 1944, el general Wolff había sustituido al general Rudolf Toussaint en el cargo de plenipotenciario militar del Reich en Italia, tras una reunión el 28 de febrero en Desenzano con Rudolf Rahn plenipotenciario del Reich en Italia, el oficial de las SS Guido Zimmer y el general Wilhelm Harster, jefe de la policía secreta alemana en Italia, dependiente jerárquicamente del jefe de la RSHA (Oficina Central de Seguridad del Reich) Ernst Kaltenbrunner, el 1 de marzo de 1945 , decidió enviar a Eugen Dollmann y Guido Zimmer a Suiza para encontrarse con un emisario de la OSS de EE. UU. En una conversación preliminar con Dollmann, Wolff se mostró dispuesto a hacer amplias concesiones a los aliados y habló de abrir el frente italiano cesando la resistencia, de retirar ordenadamente las fuerzas alemanas de Bolzano y de proponer una colaboración con los anglosajones para la lucha contra los propósitos soviéticos.
No está claro si Himmler era consciente desde el principio de las intenciones de Wolff, que también caían dentro de sus expectativas poco realistas de poder mantener, incluso después del inevitable colapso del Tercer Reich, una base de poder anticomunista al servicio de los aliados occidentales. El embajador Rahn y Kaltenbrunner (a través de Harster) estaban al tanto del proyecto, mientras que Hitler y Kesselring (a punto de abandonar el teatro italiano y tomar el mando en el frente occidental) inicialmente desconocían estas maniobras.
Dollmann y Zimmer tuvieron su primera reunión en Lugano con Parrilli y el emisario estadounidense, Paul Blum, el 3 de marzo; durante estas conversaciones, Dollmann propuso extender las negociaciones de rendición acordadas a otros teatros de guerra y pidió aclaraciones en caso de consentimiento de Hitler o Himmler; el agente estadounidense, aunque profundamente interesado, se opuso a una clara negativa a negociaciones reales con los nazis y se mantuvo confidencial, sin embargo, pidió, como prueba de confiabilidad para continuar las conversaciones secretas, la liberación incondicional de dos importantes prisioneros alemanes: Ferruccio Parri, diputado comandante de la CVL y Antonio Usmiani.
El 4 de marzo por la tarde y por la noche se llevó a cabo una importante reunión en Fasano, una aldea de Gardone Riviera, entre Wolff, Rahn y Dollmann, que regresaban de Suiza; este último informó sobre las entrevistas y solicitudes del agente estadounidense. Se acordó entonces que las negociaciones serían dirigidas por Wolff quien finalmente decidió liberar a Parri y Usmiani (los dos fueron liberados en la frontera suiza el 8 de marzo) a cambio de la posibilidad de una reunión directa para organizar la rendición de las fuerzas alemanas en Italia y el traspaso del poder. Rahn aparentemente abandonó un papel directo en las negociaciones, mientras que Wolff decidió hablar con Kesselring para persuadirlo de que se rindiera, mientras mantenía a Mussolini y al liderazgo de la República Social Italiana (RSI) en la oscuridad sobre las decisiones que se estaban tomado en las reuniones.
El 8 de marzo, en el más absoluto secreto, Wolff se reunió en un hotel de Zúrich con el jefe de la OSS en Suiza, Allen Dulles, inicialmente en presencia de Parrilli y el asistente de Dulles, Gavernitz, mientras que por la tarde también se unió Dollmann; Dulles, aunque reiteró la petición de rendición incondicional, pareció confiar en las propuestas de Wolff, quien por su parte afirmó actuar sin el consentimiento previo de Himmler con el único fin de acordar la rendición por separado de las fuerzas alemanas en Italia, las estructuras alemanas en el norte de Italia, la lucha antipartisana, garantías para prisioneros y rehenes. Wolff, según Dollmann, volvió de su reunión con Dulles muy confiado, convencido de que podía convencer a Kesselring para que se uniera, asumiendo extender las negociaciones, poder coordinar la participación alemana con los occidentales en la salvaguarda de Europa de la «amenaza soviética», y ser capaz de asumir un papel político importante en el hipotético nuevo gobierno alemán después de la caída de Hitler.

### Complicaciones e intrigas
La primera dificultad que obstaculizó los planes del general Wolff fue la repentina salida de Kesselring de Italia para tomar el mando del frente occidental (noche del 8 al 9 de marzo); en espera de que el general Heinrich von Vietinghoff asumiera el mando, Wolff no pudo acercarse al mariscal de campo ni acordar la rendición militar del Grupo de Ejércitos C. Después de una pausa de unos días, las negociaciones se reanudaron el 15 de marzo cuando llegaron los representantes militares aliados a Suiza para un nuevo encuentro con los alemanes; El 19 de marzo, el general Wolff se reunió en Ascona con el general estadounidense Lyman Lemnitzer y el general británico Terence Airey. Los aliados informaron sobre rumores sobre la participación de Mussolini en las negociaciones, pero Wolff negó rotundamente este hecho y el resto de la reunión se centró en estudiar el momento y las modalidades de la rendición. El general alemán necesitaba cinco o seis días para organizar el cese de hostilidades en el frente italiano con Kesselring y evitar una ofensiva final aliada. El 23 de marzo, Wolff fue a Bad Nauheim, la sede del mando de Kesselring, para consultar con el mariscal de campo; Kesselring aparentemente aprobó el trabajo de Wolff pero rechazó los planes para una rendición general a Occidente y afirmó que ya no tenía poderes en Italia, invitando a Wolff a consultar con von Vietinghoff (el cual llegó a Italia el 19 de marzo).
En los días siguientes, los líderes alemanes en Berlín se enteraron de los contactos en curso establecidos por Wolff; Rahn fue convocado a Alemania, pero prefirió no ir y permaneció en Italia, Harster informó a Kaltenbrunner, mientras que Himmler, el 1 de abril, telefoneó a Wolff y le ordenó que no se marchara de Italia y que permaneciera en su cuartel general. El mismo día Wolff y von Vietinghoff tuvieron una primera reunión y el comandante en jefe alemán se mostró partidario de las negociaciones, pero en la reunión posterior del 7 de abril el general en cambio mostró muchas dudas y apeló al honor militar. Los aliados, desconfiados de estos aplazamientos y dificultades en el camino de la rendición incondicional, ya habían pedido garantías sobre la salvaguardia de las plantas industriales y Wolff se había comunicado ya el 6 de abril con los comandos subordinados para salvaguardar las fábricas, mientras que las comunicaciones regulares por radio también se habían organizado a través de la estación instalada en la casa de Wolff en Milán.

### Choque entre los aliados

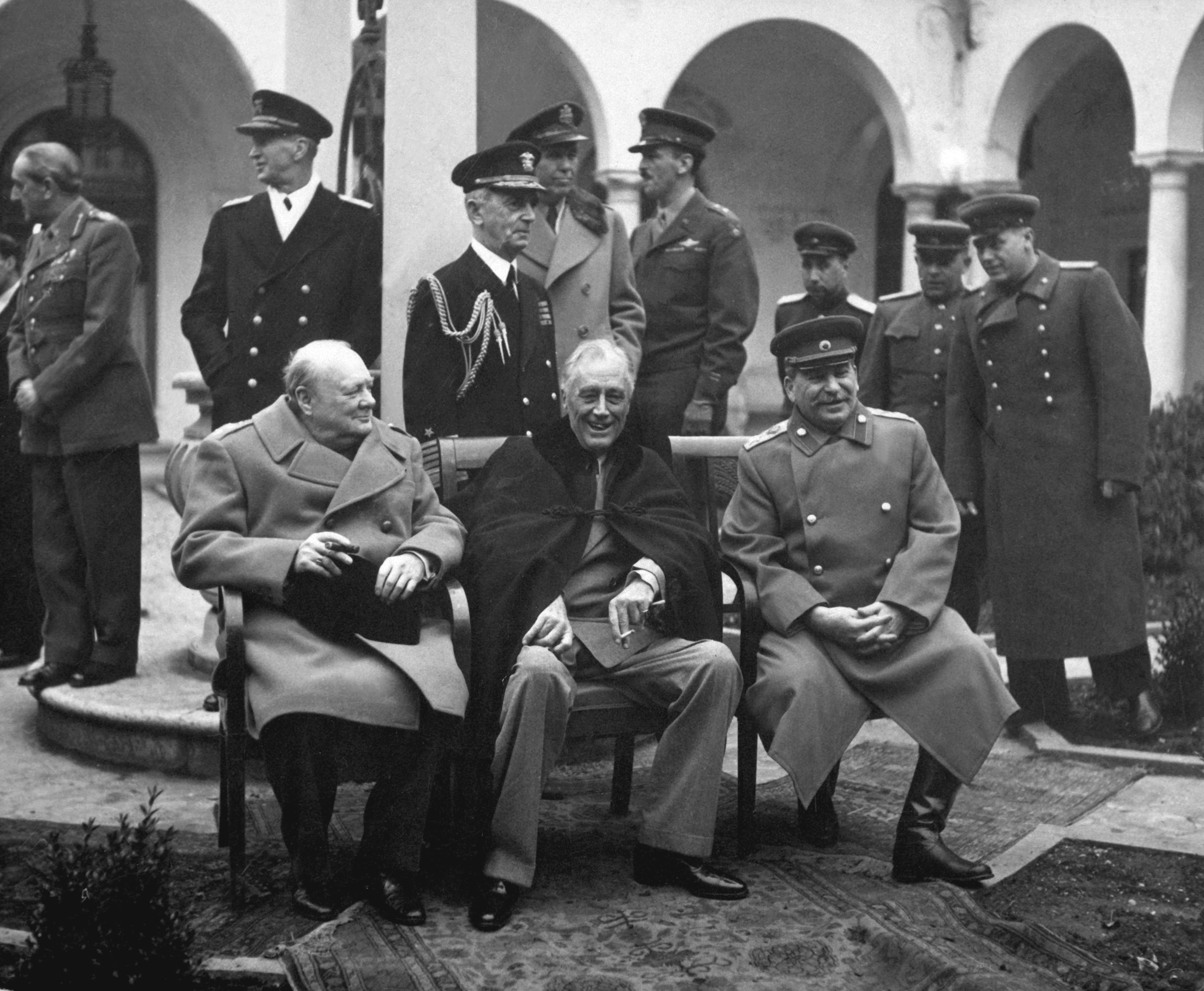
Los Tres Grandes, Winston Churchill, Franklin Delano Roosevelt y Stalin, durante la Conferencia de Yalta de febrero de 1945, tras el aparente acuerdo durante las reuniones en Crimea, los tres jefes de Estado tenían fuertes diferencias respecto a las conversaciones secretas con los nazis en Suiza.

Los jefes de Estado Mayor Combinados (Combined Chiefs of Staff, la asamblea de jefes de Estado Mayor británicos y estadounidenses) acordaron enviar a los representantes militares aliados Lemnitzer y Airey a Suiza para mantener conversaciones con Wolff, pero también advirtieron de inmediato que consideraban necesario informar a los soviéticos de estas reuniones, mientras que los comandantes en jefe británicos propusieron que los representantes soviéticos podieran participar en las negociaciones. El 12 de marzo, por tanto, el embajador británico, Archibald Clark Kerr, y el embajador estadounidense, Averell Harriman, en Moscú comunicaron directamente a Viacheslav Mólotov la noticia de las reuniones secretas en Suiza; el canciller soviético, ya había sido informado por sus propios servicios secretos de estas reuniones, no se opuso en principio pero solicitó la participación de tres altos oficiales soviéticos en las negociaciones. El general John R. Deane, representante militar estadounidense en Moscú, se opuso a esta propuesta y finalmente los representantes soviéticos no fueron aceptados alegando que solo se trataba de conversaciones preliminares que pronto serían trasladadas al mando aliado en Caserta, donde ya se encontraban presentes representantes permanentes del Ejército Rojo.
Molotov no acogió con beneplácito esta negativa de los aliados y exigió la interrupción inmediata de las conversaciones secretas; El 22 de marzo, en respuesta a una nota minimizadora del embajador británico Clark Kerr que negaba la existencia de negociaciones reales, se emitió una controvertida nota oficial soviética denunciando negociaciones secretas «a espaldas de la Unión Soviética» que podrían ser el preludio de una paz separada entre la Alemania nazi y aliados occidentales. La sospecha y la desconfianza de Stalin no se disiparon con un mensaje personal en tono tranquilizador del presidente Roosevelt el 25 de marzo sobre las «negociaciones de Berna» y, en cambio, se intensificaron con la noticia del traslado al frente oriental de al menos tres divisiones alemanas desplegadas en Italia. El mandatario soviético respondió entonces al presidente el 29 de marzo, subrayando los signos evidentes de un debilitamiento de la resistencia alemana frente a los aliados occidentales, frente al fortalecimiento de la oposición de la Wehrmacht a los soviéticos, quizás vinculado a oscuras intenciones de la dirección nazi para «abrir el frente italiano a los ejércitos aliados».
Otro mensaje de Roosevelt el 1 de abril en el que el presidente reiteraba que no había negociaciones en curso y que los movimientos de las tropas alemanas no podían relacionarse con las conversaciones que tenían lugar en Suiza, llevó a Stalin, en su respuesta del 3 de abril, a mostrar su profunda decepción por la falta de participación soviética en las conversaciones, con el riesgo de favorecer las maniobras nazis para sembrar desconfianza y dividir a los Tres Grandes. El soviético insinuó además que el presidente «quizás había sido mal informado por sus colaboradores» sobre las negociaciones en curso que, según sus «colegas y expertos militares», en realidad tenían como objetivo detener la resistencia contra los aliados occidentales y transferir la masa de las tropas alemanas hacia el este.
Un amargado, cansado y enfermo presidente Roosevelt respondió el 5 de abril con el mensaje más duro jamás enviado a Stalin, compilado en parte por el general George Marshall, en el que rechazó todas las acusaciones, destacó la linealidad y sinceridad del comportamiento anglosajón y acusó a los denunciantes de Stalin, «quienesquiera que sean», de la «innoble mistificación» del pensamiento del presidente y sus «fieles colaboradores». Stalin respondió de nuevo con una carta final el 7 de abril, escrita en términos secos pero más amistosos, en la que describía a sus colaboradores e informantes como «gente honesta y modesta que no tiene intención de ofender a nadie», capaz y digna de confianza (como lo demuestra su exacta evaluaciones sobre los movimientos de las reservas alemanas de febrero de 1945. En dicha fecha las indicaciones enviadas por los servicios de inteligencia estadounidenses a los soviéticos sobre el supuesto despliegue de las reservas blindadas alemanas de las Waffen-SS, procedentes de los remanentes de la batalla de las Ardenas, en el frente de Pomerania, había resultado erróneo, mientras que los informantes soviéticos habían identificado correctamente la agrupación de estas peligrosas divisiones blindadas en el frente del lago Balatón) también confirmó que las tropas alemanas luchaban desesperadamente en el este mientras mostraban signos de hundimiento contra los occidentales, que continuaban la transferencias de tropas contra los soviéticos y sobre todo que «el punto de la visión soviética», con respecto a la necesidad de permanecer unidos y permitir la participación de todos los aliados en posibles conversaciones con los alemanes, fue «la única correcta».
El presidente Roosevelt murió el 12 de abril y este animado intercambio de cartas fue el último contacto que tuvo el presidente con Stalin; los contrastes entre anglosajones y soviéticos, sin embargo, provocaron un replanteamiento aliado y el 21 de abril llegaron nuevas directivas desde Washington a la central en Suiza con la orden de detener inmediatamente nuevos contactos y conversaciones con Wolff o sus emisarios.

## Rendición final

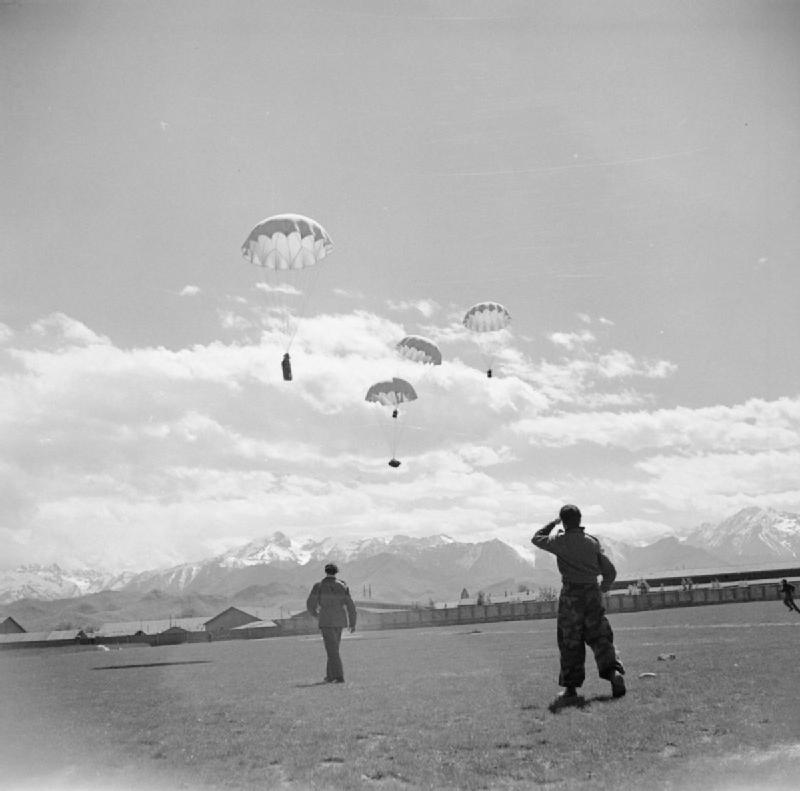
«Ayuda británica a los partisanos en el norte de Italia, abril-mayo de 1945». La protección de Karl Wolff por parte de los aliados occidentales amenazó con ponerlos en conflicto con los partisanos.

El presidente Harry Truman cerró oficialmente las conversaciones con los alemanes en Suiza y se aseguró de que un general soviético estuviera presente en las conversaciones en Caserta (Italia), que finalizaron con la rendición de toda las fuerzas alemanas en Italia. No obstante, las consecuencias del incidente parecen haber desalentado la plena participación soviética en la conferencia fundacional de las Naciones Unidas a finales de ese mes.
Se estaba considerando que Wolff y sus fuerzas ayudaran a implementar la Operación Impensable, un plan secreto para invadir la Unión Soviética que defendía Winston Churchill durante este período. Más tarde se demostró que Wolff era cómplice del asesinato de 300 000 judíos. El 26 de abril, el general de las SS fue capturado por partisanos italianos, pero fue rescatado por la Oficina de Servicios Estratégicos (OSS) de Dulles y la inteligencia suiza. A pesar de las promesas de Wolff a Dulles en Berna hechas en marzo, Vietinghoff se demoró el mayor tiempo posible en rendirse y solo permitió que Wolff firmara el instrumento de rendición el 29 de abril de 1945.
La rendición final de las tropas alemanas en Italia se firmó el 29 de abril de 1945, y entró en vigor el 2 de mayo de 1945. Wolff justificó sus acciones ante los funcionarios de Berlín explicando que el acuerdo se había producido debido al temor a un posible «levantamiento comunista» en el norte de Italia. Wolff y sus oficiales no fueron internados en este momento, sino que celebraron la resolución en el cuartel general de la Gestapo en Bolzano durante varios días con los comandantes aliados. Los estadounidenses tuvieron que repeler periódicamente a los partisanos que intentaban apoderarse de los alemanes. Cinco días después, el 7 de mayo de 1945, Alemania se rindió incondicionalmente a los Aliados occidentales, terminando así la guerra en Europa.

### Evaluación de Galbraith
En 1979, el economista John Kenneth Galbraith, que conoció a Dulles cuando era director de la CIA en la década de 1950, escribió a lo largo de 1960-1961 que Dulles demostró ser:

Un maestro de la ineptitud desastrosa. En esos meses envió a Gary Powers durante la Cumbre de París, ayudó a derrocar al gobierno neutralista de Souvanna Phouma en Laos (que luego tuvo que ser restaurado) y fue el hombre a cargo de la organización responsable de quizás el mayor descalabro de nuestra historia, bahía de Cochinos. ...Estos no fueron los logros de un administrador astuto o incluso medianamente inteligente. La astucia tampoco fue la cualidad que comentamos aquellos de nosotros sin lealtad organizacional que lo conocimos en esos años. Si bien tales juicios deben ofrecerse (y recibirse) con cautela, algunos, ciertamente, lo consideraban afable, simpático pero mentalmente muy, muy débil. d su mejor pero que su mejor nunca había sido. Nunca, ni siquiera en bahía de Cochinos, fue más desastrosa su capacidad para el juicio erróneo desapegado que en su gestión de la Operación Amanecer, como se llamaron las negociaciones de Wolff[...] Quería salir con fuerza. Aquellos que pensaron que estaba previendo la Guerra Fría y aquellos que pensaron que estaba ayudando a causarla estaban equivocados. Solo estaba siendo Allen Dulles.